# Омошшя
Омошшя (рос. Омошье) — присілок в Хвойнинському районі Новгородської області Російської Федерації.
Населення становить 5 осіб. Входить до складу муніципального утворення Минецьке сільське поселення.

## Історія
Від 2005 року входить до складу муніципального утворення Минецьке сільське поселення

## Населення
| 2009 | 2010 |
| ---- | ---- |
| 5    | →5   |